# Franjo
Franjo är ett kroatiskt mansnamn och en variant av det latinska namnet Franciscus. Den kvinnliga namnvarianten är Franja. I Sverige bodde det till och med den 31 december 2011 124 män med förnamnet Franjo.

## Personer med namnet Franjo
- Franjo Arapović (1965-), bosnienkroatisk basketspelare
- Franjo Klein (1828-1889), österrikisk-kroatisk arkitekt
- Franjo Kuharić (1919-2002), kroatisk kardinal och Zagrebs ärkebiskop
- Franjo Marković (1845-1914), kroatisk författare och litteraturhistoriker
- Franjo Rački (1828-1894), kroatisk historiker
- Franjo Tuđman (1922-1999), kroatisk historiker och politiker samt Kroatiens första president
- Franjo Vranjanin (1430-1502), kroatisk-italiensk skulptör